# Johann Peter Wagner
Johann Peter Alexander Wagner (Obertheres, 26 febbraio 1730 – Würzburg, 7 gennaio 1809) è stato uno scultore tedesco.
Ultimo rappresentante del barocco in Bassa Franconia, nel 1770 abbracciò il neoclassicismo.